# Azatavan
Azatavan (armeniska: Ազատավան) är en ort i Armenien. Den ligger i provinsen Ararat, i den centrala delen av landet, 22 km sydväst om huvudstaden Jerevan. Azatavan ligger 834 meter över havet och antalet invånare är 3 047.